# ブルームーン

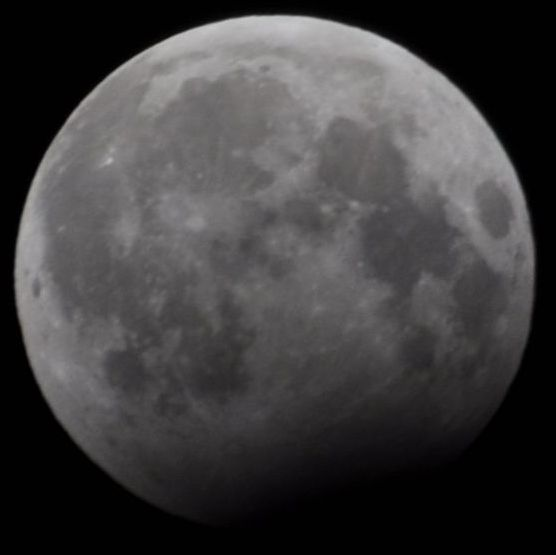
2009年12月31日のブルームーン（この月2回目の満月）時に起こった部分月食（日本時間では2010年1月1日4時頃で、この月1回目の満月）。なお、同時に月食が起こったのは偶然である。

ブルームーン（Blue Moon, blue moon）は、いくつかの定義があるが、月のある種の様相のことである。
- （比較的）青く見える月。
- ある種の満月。
  - 1季節（二分二至で区切られた3か月間）に満月が4回起こるとき、その3回目。
  - ひと月（暦月）に満月が2回巡ること。その2回目とは限定されない。

## 語源
ブルームーンという言葉の由来ははっきりしないが、いくつかの説がある。
- チェコ語で「青い月」と呼ばれていた[1]。ただし伝聞でのみ知られ、文献では確認されていない。
- 昔の年鑑では、さまざまな種類の月を色で区別していた[1]。

## 青い月
大気中の塵の影響により月が青く見える現象をブルームーンと呼ぶ。
大気中の塵の影響で月が本当に青く見える「ブルームーン」の例として、1883年のクラカタウ火山の大噴火後、約2年間は日没を緑に、月を青に変えたと言われる。このように、多くは火山の噴火、もしくは隕石の落下時に発生するガスや塵などの影響によって、かなり稀でいつ起こるか予測できないものの、月が青く見えることがあるとされている。
天文学や気象学にはブルームーンという用語はなく、定義もはっきりされていない。

## 満月

### 季節の第3の満月
メイン州の農暦では、Blue Moon は、二分二至（春分・夏至・秋分・冬至）で区切られた季節の中に4回満月があるときに、その3つ目をブルームーンと呼んだ。
ただし彼らは厳密には、天文学的な二分二至を使わず、キリスト教の伝統にのっとり春分を3月21日に固定し、その日を基点に1年間を4等分して残りの二分二至を決めていた。この考え方は東アジアでの平気に似る（ただし平気では冬至を天文学上の冬至に固定する）。これに対し天文学的な二分二至は、太陽黄経を0°・90°・180°・270°で4等分するが、地球の公転角速度が一定でないため、1年間を4等分はせずわずかに差がある。
| 季節 | 順序 | およその出現期間 | およその出現期間 | 名前             | 意味         |
| ---- | ---- | ---------------- | ---------------- | ---------------- | ------------ |
| 春   | 第1  | 03月21日         | 04月19日         | Egg moon         | 卵の月       |
| 春   | 第2  | 04月20日         | 05月20日         | Milk moon        | 乳の月       |
| 春   | 最後 | 05月21日         | 06月19日         | Flower moon      | 花の月       |
| 夏   | 第1  | 06月20日         | 07月20日         | Hay Moon         | 干草の月     |
| 夏   | 第2  | 07月21日         | 08月19日         | Grain Moon       | 穀物の月     |
| 夏   | 最後 | 08月20日         | 09月19日         | Fruit Moon       | 果実の月     |
| 秋   | 第1  | 09月20日         | 10月19日         | Harvest Moon     | 収穫の月     |
| 秋   | 第2  | 10月20日         | 11月18日         | Hunter's Moon    | 狩人の月     |
| 秋   | 最後 | 11月19日         | 12月19日         | Moon Before Yule | ユール前の月 |
| 冬   | 第1  | 12月20日         | 01月18日         | Moon After Yule  | ユール後の月 |
| 冬   | 第2  | 01月19日         | 02月18日         | Wolf Moon        | 狼の月       |
| 冬   | 最後 | 02月19日         | 03月20日         | Lenten Moon      | 四旬節の月   |
| -    | 第3  | -                | -                | Blue Moon        | 青い月       |

季節の長さは3か月なので、通常は3回満月になる。しかし、満月の間隔は平均すると平均朔望月の29.530585日なのに対し、1か月は平均30.436875日でわずかに長いので、季節の最初の数日以内に満月だった場合、季節の終わりまでに4回満月となる。各季節の中の最初・2番目・最後の計12回の満月にはそれぞれ固有の名がある（右表、ただしこれらの名の定義はここでのもののみとは限らない）が、4回の満月がある場合、3回目だが最後ではない満月がブルームーンと呼ばれる。
1年に13回の満月があるとその1つがブルームーンになるため、ブルームーンは閏月と同様に、2〜3年間隔で、19年に7回起こる（起こる年・月は一致しない）。ブルームーンとなるのは、二分二至の約2か月後で次の二分二至の約1か月前、すなわち、2月・5月・8月・11月のいずれかの21日ごろ、言い換えると、雨水・小満・処暑・小雪ごろのいずれかとなる。
1999年〜2020年のブルームーンは以下のとおり（UT）。ただしこれは天文学上の二分二至にもとづく。
- 2000年02月19日
- 2002年11月20日
- 2005年08月19日
- 2008年05月20日
- 2010年11月21日
- 2013年08月21日
- 2016年05月21日
- 2019年02月19日

### 暦月の第2の満月
ところが、1946年に天文雑誌『スカイ&テレスコープ』が前節で述べた「二分二至で区切られた季節内で4回あるうちの第3の満月」を誤解し、ひと月のうちに満月が2回ある場合に、その2つ目がブルームーンであると掲載した。このことは誤りであったことが確認されているが、現在においてもこの記事の内容をそのまま引用している例が多く見られる。
月の満ち欠けは、平均29.530585日を周期として繰り返され、グレゴリオ暦の1暦月の長さは平均30.436875日・最大31日なので、月の初めに満月になると、その月の終わりに再び満月が巡ってくる場合がある。
この現象も2〜3年間隔で起こる。ただし希に、同じ年の1月と3月に起こり、代わりに2月に満月が1度もないことがある（2月が1朔望月より短いため）。1999年〜2020年のブルームーンは以下のとおり（UT）。1回目の満月の日付も記す。
- 1999年01月02日・31日
- 1999年03月02日・31日
- 2001年11月01日・30日
- 2004年07月02日・31日
- 2007年06月01日・30日
- 2009年12月02日・31日
- 2012年08月02日・31日
- 2015年07月02日・31日
- 2018年01月02日・31日
- 2018年03月02日・31日
- 2020年10月01日・31日

ブルームーンが起こる月はタイムゾーンによって異なる。たとえば2009年12月31日 (UT) の満月は日本などのUTC+9では2010年1月1日に起こり（満月は世界同時だがそのときの日付が異なる）、ブルームーンではなくなり、代わりに2010年1月30日の満月がブルームーンとなった。2月28日の満月も同様にずれ、結局、2010年1月1日・30日と3月1日・30日が満月となり、2回のブルームーンが出現した。また、東海岸以外の北米では、2001年11月1日 (UT) の満月が10月30日に起こり、ブルームーンとなった。

## ブルームーンにまつわる文化

### 慣用句
青い月を見ることは大変難しいため、19世紀半ばには"once in a blue moon"は「極めて稀なこと」「決してあり得ないこと」といった意味で使われる慣用句となった。
また、同時に「奇跡」という意味合いを持つ。そういった意味を含めて、ブルームーンという言葉で特別なことを指す場合もある。

### 伝承
従来、海外では不吉なことへの前兆と言われてきたが、近年では「ブルームーンを見ると幸せになれる」という言い伝えが言われるようになっている。

### 花
ブルームーンというバラがある。
また、イソマツ科の半耐寒性花木ルリマツリ（もしくはルリマツリの矮性種）も青い花色から別名「ブルームーン」と呼ばれる。

### カクテル
アビエーションのバリエーションに、マラスキーノを使用しないブルームーンと呼ばれるカクテルがある。